# Battle Arena Toshinden
Battle Arena Toshinden (バトルアリーナ闘神伝 Batoru Arīna Tōshinden?) är ett vapen-baserat man mot man-fightingspel från 1995 , utgivet till Playstation, Sega Saturn, Game Boy, PC och arkadmaskiner.
Spelet anses varit det som på allvar tog fightingspelsgenren in i 3D-grafikens tidevarv.

### Fotnoter
1. ↑  ”Battle Arena Toshinden” (på engelska). Mobygames. 10 mars 1995. http://www.mobygames.com/game/battle-arena-toshinden. Läst 26 maj 2014.
2. ↑  ”Battle Arena Toshinden takes the fighter into true 3-D, but is it enough”. IGN. 21 november 1996. Arkiverad från originalet den 22 augusti 2012. https://web.archive.org/web/20120822005754/http://uk.psx.ign.com/articles/150/150716p1.html. Läst 26 maj 2014.